# 温泉村 (島根県)
温泉村（おんせん / おんせんゆ むら）は、島根県仁多郡にあった村。現在の雲南市木次町湯村、木次町平田、木次町北原にあたる。

## 地理
- 河川：斐伊川[1]

## 歴史
- 1889年（明治22年）4月1日、町村制の施行により、仁多郡湯村、平田村、北原村が合併して村制施行し、温泉村が発足[1][2]。
  - 同年、槻屋に温泉駐在所開設。1899年（明治32年）大字平田に移転。
- 1912年（大正元年）松江電灯、北原発電所完成[1]。
- 1955年（昭和30年）3月3日、大原郡木次町、日登村と合併し大原郡雲南木次町を新設して廃止された[1][2]。

### 地名の由来
湯村の字湯坪に温泉（出雲湯村温泉）があることから。

## 産業
- 農業[1]

## 教育
- 1947年（昭和22年）温泉中学校（統合して現雲南市立木次中学校）開校[1]